# SN 2002ce
SN 2002ce – supernowa typu II odkryta 10 kwietnia 2002 roku w galaktyce NGC 2604. W momencie odkrycia miała maksymalną jasność 16,00m.